# Solanum abutiloides

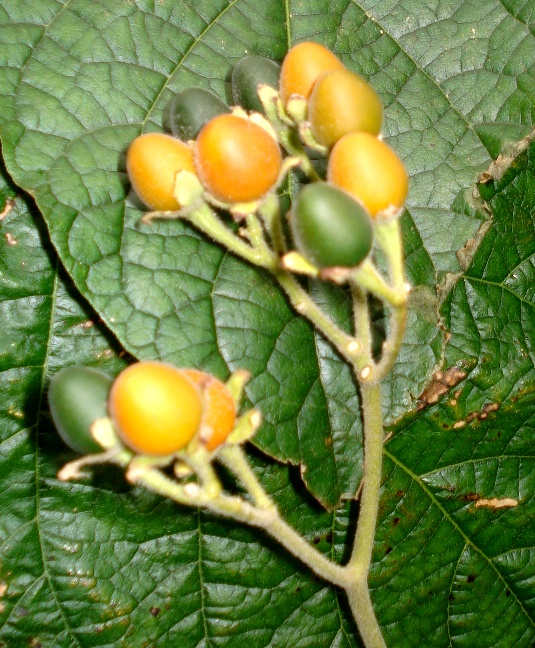
Reife und unreife Früchte

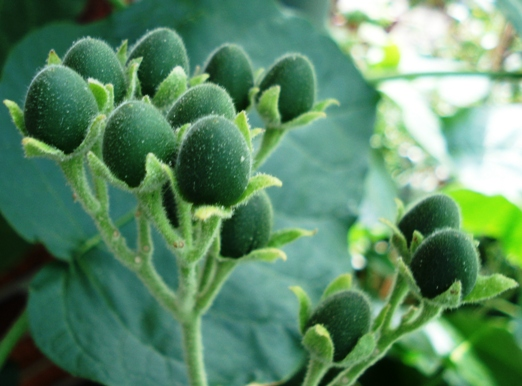
Unreife Früchte

Solanum abutiloides (auch „Zwergbaumtomate“, „Zwergtamarillo“ oder „Brasilianischer Samt-Pfirsich“) (Syn.: Cyphomandra abutiloides) ist eine Pflanzenart aus der Gattung der Nachtschatten (Solanum) und wird dort in die Sektion Brevantherum eingeordnet. Sie wird gelegentlich wegen ihrer kleinen, eiförmigen, orangen Früchte kultiviert.

## Beschreibung

### Vegetative Merkmale
Solanum abutiloides ist ein kleiner, nur 1 bis 3 m hoher, nicht bewehrter Strauch oder Baum. Die jungen Zweige sind drehrund, gelblich grün und durchgehend weichfilzig mit sternförmigen Trichomen behaart, die kurz- oder langgestielt sein können und drüsig sind. An älteren Zweigen und dem Stamm ist die Rinde gelblich braun.
Die sympodialen Einheiten besitzen mehrere Laubblätter, in den Achseln werden oftmals eiförmige bis schmal eiförmige Achselblätter gebildet. Die Laubblätter sind einfach, ihre Blattspreite ist eiförmig bis breit eiförmig, 7 bis 27 cm lang und 6 bis 12 cm breit, häutig stark riechend und dunkelgrün gefärbt. Die Oberseite ist blass grün, samtig behaart, die Trichome stehen getrennt voneinander bis sich überlappend. Die Behaarung setzt sich aus aufsitzenden und kurz-gestielten, langgestreckt sternförmigen, drüsigen Trichomen mit einem besonders langen Mittelarm zusammen. Die Unterseite ist filzig behaart, die Behaarung gleicht der der Sprossachse. Auf jeder Seite der Mittelrippe werden sechs bis acht Seitenadern gebildet. Die Blattbasis ist herzförmig, der Blattrand ist ganzrandig, die Spitze ist spitz. Der Blattstiel hat etwa 1/3 der Länge der Blattspreite und erreicht somit Längen zwischen 2 und 10 cm. Er ist mit aufsitzenden bis kurz oder lang dickstieligen Trichomen besetzt.

### Blütenstände und Blüten
Die Blütenstände sind 5 bis 14 cm lang, verzweigt, wollig behaart, stehen pseudo-endständig und bestehen aus 25 bis 60 anscheinend zwittrigen Blüten. Der Blütenstandsstiel ist 8,3 bis 12 cm lang und 0,1 bis 0,4 cm stark, die Rhachis ist 0,5 bis 2,5 cm lang. Die Blütenstiele sind zunächst 3 bis 6 mm lang, verlängern sich an der Frucht jedoch auf 5 bis 16 cm. Sie stehen nur 2 bis 3,5 cm auseinander. Ihre Basis ist leicht verbreitert und gelenkartig.
Die Knospen haben kurz vor der Blüte eine Länge von 7 bis 9 mm, sie sind langgestreckt bis elliptisch. Die Krone ist in der Knospe wollig mit drüsigen, aufsitzenden bis kurzgestielten sternförmigen Trichomen behaart. Die Verbindungsnaht zwischen den Kelchblättern ist nicht auszumachen, der Kelch trennt sich schon früh während der Entwicklung der Knospe auf. Der Kelch ist zur Blüte nahezu glockenförmig, 7 bis 9,5 mm lang, wovon die Kelchröhre 3 bis 4 mm ausmacht. Die Kelchlappen stehen auf 2/3 der Länge bis fast zur Basis getrennt voneinander und sind lanzettlich bis halbeiförmig, nahezu lederig und 2,5 bis 9,3 mm lang und 2,2 bis 5,5 mm breit. Ihre Behaarung besteht aus sternförmigen, meist aufsitzenden, drüsigen Trichomen. An den Früchten vergrößern sich die Kelchlappen etwas und sind dann 6,5 bis 10 mm lang und 3,2 bis 6 mm breit. Die Krone ist weiß bis bläulich gefärbt, hat einen Durchmesser von 1,5 bis 1,8 cm, ist 8 bis 10,5 mm lang, sternförmig und ist häutig, wirkt aber durch eine starke Behaarung verdickt. Die Kronröhre ist 4 bis 4,5 mm lang. Die Kronlappen sind 4 bis 7 mm lang und 3 bis 4,8 mm breit und eiförmig-lanzettlich geformt.
Die Staubfäden setzen etwa 1,7 bis 1,9 mm oberhalb der Kronenbasis an, sie sind 1,3 bis 2 mm lang und unbehaart. Die Staubbeutel sind gelb, 2,7 bis 4,3 mm lang, 1 bis 1,6 mm breit, langgestreckt und stumpfspitzig. Sie stehen frei voneinander und öffnen sich durch nach außen gerichtete Poren, die sich im Alter zu längsgerichteten Schlitzen erweitern. Der Fruchtknoten ist konisch und filzig mit einfachen und sternförmigen Trichomen behaart. Der Griffel steht über die Staubblätter hinaus, ist 4 bis 4,4 mm lang und hat einen Durchmesser von 0,2 bis 0,4 mm. Er ist unbehaart oder trägt in der unteren Hälfte wenige sternförmige Haare. Die Narbe ist kopfig.

### Früchte und Samen
Die Früchte sind fleischige, konische bis kugelförmige Beeren mit einem Durchmesser von 1 bis 1,1 cm, die an der Spitze abgeflacht sind. Zur Reife sind sie gelb gefärbt, durch Trocknen verfärben sie sich zu dunkelbraun. Die beständige Behaarung besteht aus aufsitzenden oder kurzgestielten, einfachen oder sternförmigen Trichomen.
Die Samen sind 1,2 bis 1,5 mm lang und 1 bis 1,3 mm breit, dreieckig oder nahezu kreisförmig, gelblich gefärbt und mit einer netzartig-gepunkteten Oberfläche versehen.

### Chromosomenzahl
Die Chromosomenzahl beträgt 2n = 24.

## Vorkommen und Standorte
Solanum abutiloides ist entlang der Cordillera Central in Bolivien und an den östlichen Hängen der Anden in Argentinien verbreitet. Sie wächst dort in Dickichten, an felsigen oder sandigen Flussufern und offenen, gestörten Flächen. Meist ist sie in höheren Höhenlagen zwischen 900 und 3600 m zu finden.

## Systematik und botanische Geschichte
Die Art wurde 1879 erstmals als Cyphomandra abutiloides von August Grisebach beschrieben. Georg Bitter ordnete die Art 1913 zu den Solanum und dort in die Sektion Anthoresis ein. Neuere Arbeiten ordnen sie in die Sektion Solanum sect. Brevantherum ein; Lynn Bohs schließt in ihrer Monographie der Gattung Cyphomandra (heute als Solanum sect. Pachyphylla geführt) die Art aufgrund des Baus von Trichomen und Staubbeuteln aus der Gattung aus.